# Szpital Praski pw. Przemienienia Pańskiego

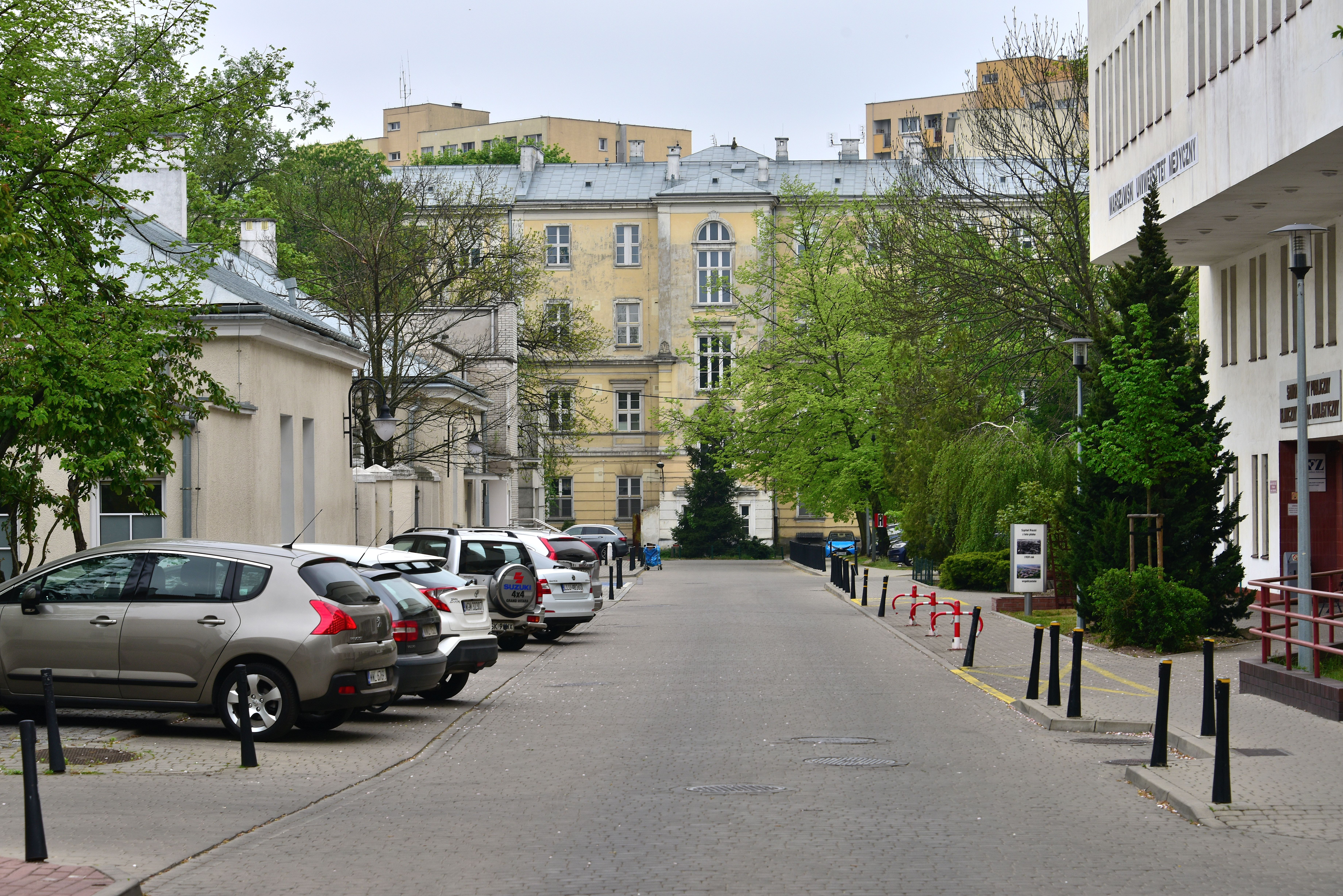
Jedna z ulic wewnętrznych kompleksu szpitala, widok od strony ul. Sierakowskiego

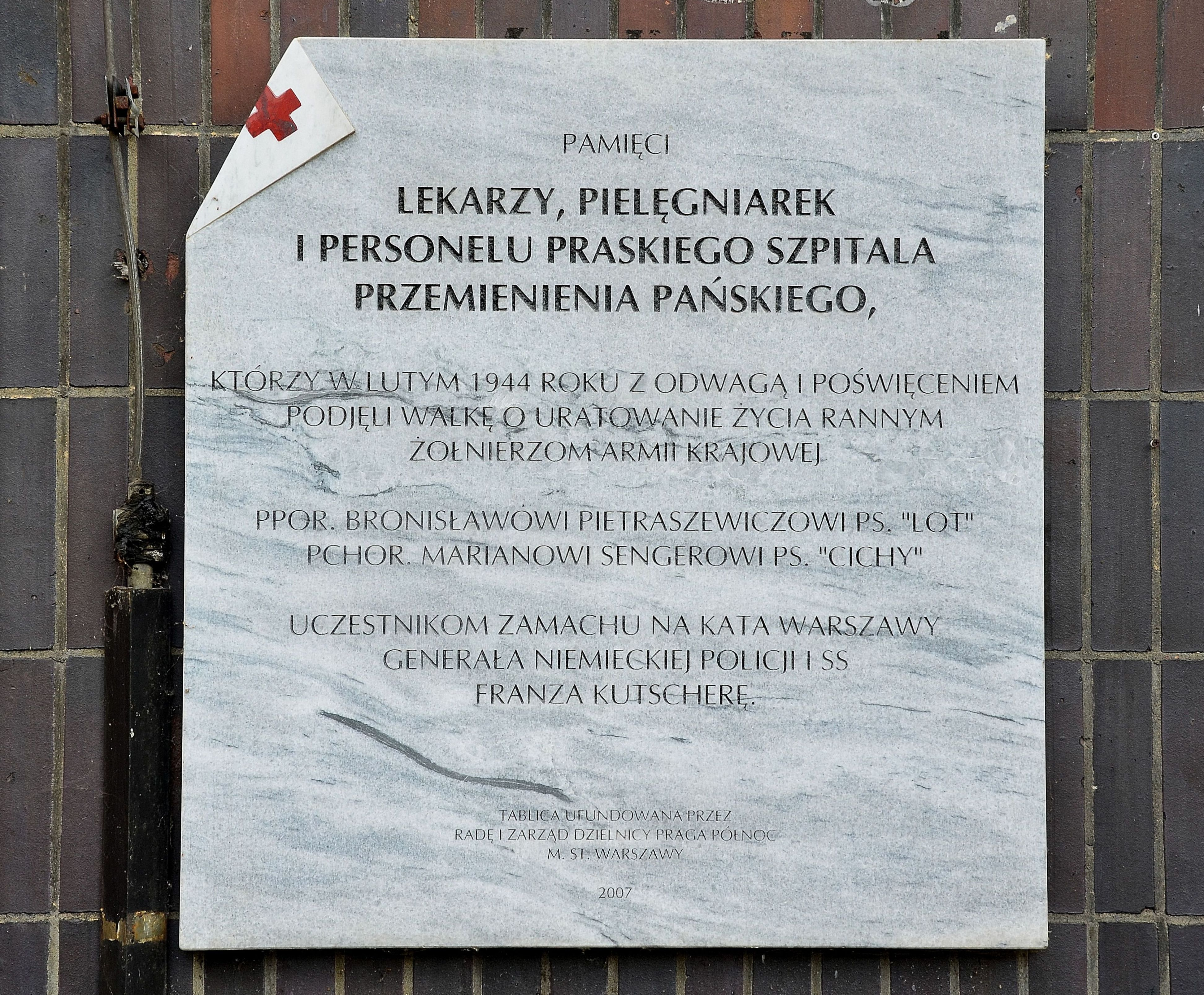
Tablica upamiętniająca personel szpitala ratujący życie „Lotowi” i „Cichemu”

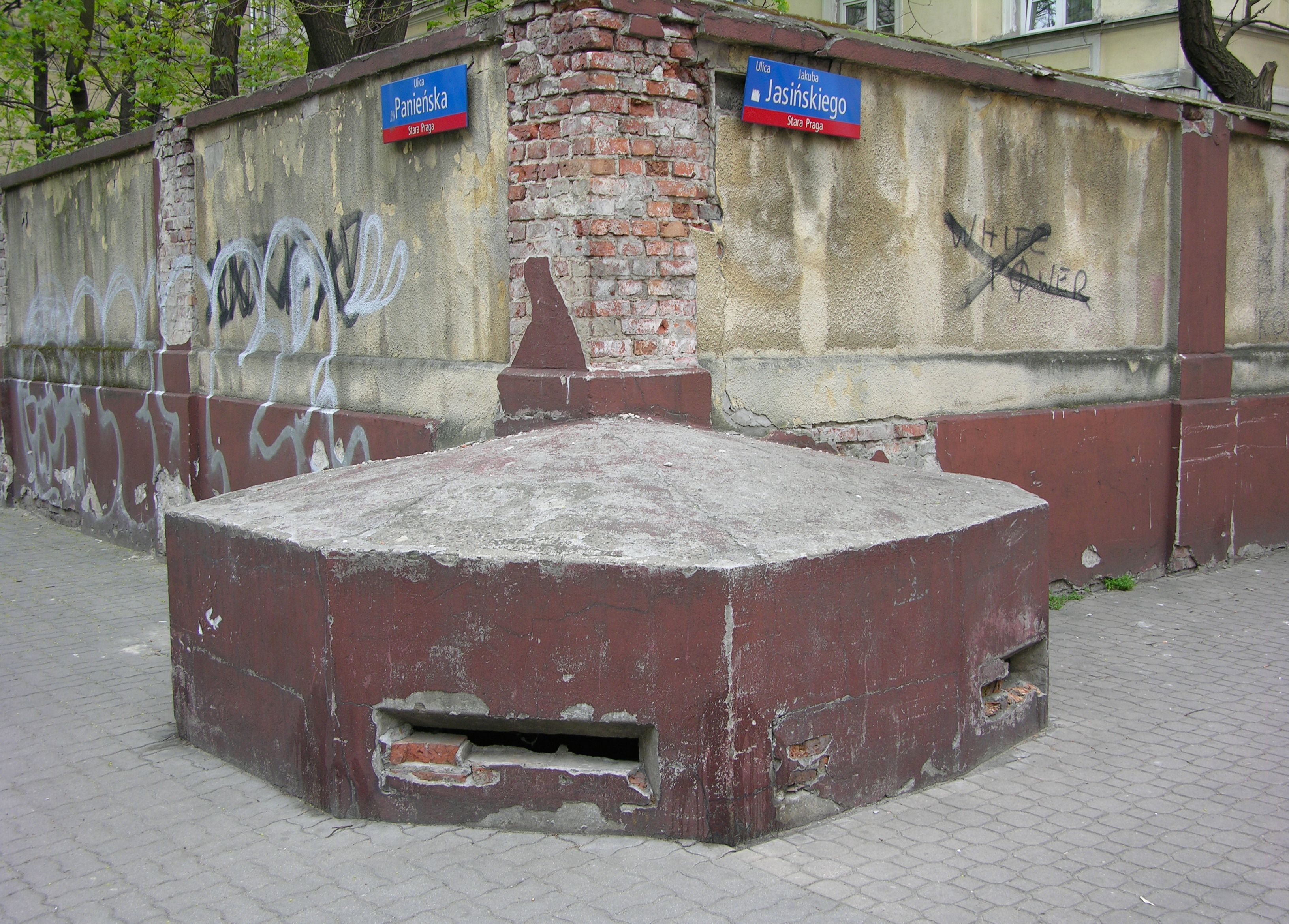
Zachowany niemiecki schron obserwacyjno-wartowniczy przy murze Szpitala Praskiego na rogu ulic Panieńskiej i Jasińskiego

Szpital Praski pw. Przemienienia Pańskiego – szpital w Warszawie, znajdujący się przy al. „Solidarności” 67 w dzielnicy Praga-Północ.
Powstał w 1868 roku jako Szpital Najświętszej Marii Panny na Pradze.
Placówka działa w formie spółki z ograniczoną odpowiedzialnością i jest własnością miasta.

## Historia
- 1807–1825 – podczas wojen napoleońskich istniejące w tym miejscu obiekty zajęto na lazaret wojskowy. Po ich rozbiórce powstały w tym miejscu koszary.
- 1825–1830 – po likwidacji budynki koszarowe zamieniono na lazaret, lekarzem naczelnym był dr Walerian Klecki.
- 1866 – Warszawę opanowała epidemia cholery, co wymusiło przekształcenie lazaretu w szpital dla zarażonych (zmarłych grzebano na pobliskim cmentarzu cholerycznym).
- 1868 – po wygaszeniu epidemii Rada Główna Opiekuńcza podjęła decyzję o założeniu szpitala miejskiego pod nazwą Szpital Najświętszej Marii Panny na Pradze[2]. Stanowisko pierwszego Lekarza Naczelnego pełnił dr Zygmunt Dobierzewski.
- 1895 – pierwsza rozbudowa szpitala, powstały dwa murowane budynki, do terenu szpitalnego włączono przylegające tereny powojskowe. Powstał oddział dla chronicznie chorych.
- 1900 – kontynuacja rozbudowy, powstał obiekt od ulicy Panieńskiej.
- 1910 – powstały budynki w głębi posesji, inicjatorem był drugi lekarz naczelny, dr Władysław Kryze.
- 1912 – w nowym pawilonie powstał Oddział Położniczo-Ginekologiczny.
- 1924–1926 – rozbudowano infrastrukturę gospodarczą, w nowym obiekcie znalazły się kotłownia, pralnia i kuchnia. Wówczas były to urządzenia bardzo nowoczesne w skali Europy.
- 1934–1936 – firma „Biuro Budowlane T. Czosnowski i Ska” wybudowała przy Placu Weteranów 1863 r. budynek wydziału szpitalnictwa, który miał pomieścić również ambulatorium dla Miejskiej Pomocy Lekarskiej, izbę przyjęć, szkołę dla pielęgniarek i mieszkania. Ze względu na narastający problem braku dostatecznej ilości łóżek w gmachu zamiast mieszkań i szkoły pomieszczono oddziały szpitalne.
- 1936 – dyrektorem szpitala jest dr Tadeusz Milewski.
- 1939 – podczas obrony Warszawy we wrześniu 1939 szpital został kilkakrotnie zbombardowany przez lotnictwo niemieckie[3][4]. Ofiar uniknięto dzięki przeprowadzonej w nocy z 7 na 8 września[4] ewakuacji chorych do pobliskiej bursy – Żydowskiego Domu Akademickiego przy ul. Sierakowskiego 7[5]. Uszkodzony obiekt odbudowano z przeznaczeniem na szpital wojskowy.
- 1941 – wiosną odbudowany gmach zostaje przejęty przez Wehrmacht[6]. Szpital ponownie przeniesiono do Żydowskiego Domu Akademickiego przy ul. Sierakowskiego 7, a jego oddział wewnętrzny do budynku szkoły przy ul. Szerokiej 5 (obecnie ks. I.Kłopotowskiego)[7]. Na miejscu pozostała jedynie pracownia anatomopatologiczna, która miała także obsługiwać szpital niemiecki[7]. Personel szpitala włączył się w życie konspiracyjne, m.in. prowadzenie tajnego nauczania studentów medycyny.
- 1944 (sierpień) – walki powstańcze spowodowały istotne uszkodzenia budynków, szpital przeniesiono do obiektów oddalonych od rzeki (m.in. do budynków Instytutu Weterynarii przy ulicy Terespolskiej i szkoły przy ulicy Siennickiej). Podczas wycofywania się Niemców na lewy brzeg Wisły szpital nie został wysadzony w powietrze[8].
- 1944 – po wyzwoleniu Pragi przez Armię Radziecką i 1 Armię Wojska Polskiego szpital przeniósł się do budynku szkolnego przy ul. Boremlowskiej 8/12[9]. Kadra medyczna powołała tzw. Akademię Boremlowską, dziekanem został dr Tadeusz Butkiewicz. Działalność dydaktyczną rozpoczęły działające dotąd w konspiracji Wydział Lekarski i Farmaceutyczny Uniwersytetu Warszawskiego[10]. Po zakończeniu II wojny światowej zespół Szpitala zasilają i stają się głównymi twórcami jego powojennego kształtu lekarze powstania warszawskiego zaangażowani od 1944 r. w tworzenie Szpitala Warszawskiego w Częstochowie: dr Jerzy Hagmajer (dyrektor i ordynator) oraz Jan Mazurkiewicz „Radosław”, dr Chodorowski oraz dr Henryk Bukowiecki.
- 1945 – pomimo niewielkich uszkodzeń, rozebrano znajdującą się na terenie szpitala neogotycką kaplicę Matki Boskiej Loretańskiej, wzniesioną na początku XX wieku[11].
- 1948 – oddano do użytku odbudowane w całości lewe skrzydło szpitala[12], w Szpitalu Praskim działały oddziały: wewnętrzne, chirurgiczne, położniczo-ginekologiczne, okulistyczny, pediatryczny oraz Klinika Neurochirurgii (w późniejszych latach powstał oddział urazowo-ortopedyczny). Kolejne lata przyniosły przebudowę kuchni, powstanie centralnych tlenowni, ujęcia wody oligoceńskiej, centralne kotłownie przeszły na zasilanie gazowe oraz powstała centralna sterylizacja.
- 1990–2000 – powstał gmach Kliniki Okulistycznej Uniwersytetu Medycznego.
- 2005 – zakończono proces unowocześnienia szpitala.
- 2006 – rozpoczęto budowę nowego pawilonu, w którym docelowo miały się pomieścić:
  1. Szpitalny Oddział Ratunkowy i Izba Przyjęć
  2. Zakład Radiologii
  3. Centralna Sterylizatornia
  4. Oddział Pooperacyjny
  5. Oddział Anestezjologii i Intensywnej Terapii
  6. Laboratorium Analityczne
  7. Blok Operacyjny
  8. Oddziały – Urazowo-Ortopedyczny i Nefrologiczny
- 2007 (luty) – uroczyście odsłonięto okolicznościowe tablice – jedna z nich poświęcona jest pracownikom ratującym życie Bronisławowi Pietraszewiczowi „Lotowi” i Marianowi Sengerowi „Cichemu” po zamachu na Kutscherę, druga natomiast upamiętnia pisarza Władysława Stanisława Reymonta, który był leczony w Szpitalu Przemienienia Pańskiego od 13 lipca do 10 sierpnia 1900 roku po wypadku kolei linii warszawsko-wiedeńskiej.

## Oddziały
- Szpitalny Oddział Ratunkowy (SOR)
- Oddział Intensywnej Terapii i Anestezjologii
- Oddział Chorób Wewnętrznych z pododdziałami:
  - Pododdział Toksykologii
  - Pododdział Kardiologii
  - Pododdział Nefrologii
- Stacja Dializ
- Oddział Chirurgii Urazowo-Ortopedycznej
- Oddział Chirurgii Ogólnej i Onkologicznej z Pododdziałem Chirurgii Naczyniowej
- Oddział Urologii i Urologii Onkologicznej
- Oddział Ginekologiczno-Położniczy
- Oddział Neonatologii
- Centralny Blok Operacyjny
- Oddział Pooperacyjny